# See You
See You ist ein Lied von Depeche Mode. Es erschien im Januar 1982 als Single und wurde später auf dem Album A Broken Frame veröffentlicht, auf dem es das fünfte Stück war.

## Entstehung
Der Synthpop-Song wurde als erste Single von Depeche Mode von Martin Gore geschrieben und von der Band mit Daniel Miller, dem Gründer des Labels Mute Records, produziert. Er wurde im Dezember 1981 mit diesem in den Blackwing Studios in London aufgenommen.

## Veröffentlichung und Rezeption
See You erschien im Januar 1982. Der Song erreichte Platz sechs in Großbritannien. Die Single erlangte Silberstatus. Auch in Deutschland konnte sie sich auf Chartrang 44 als erste Depeche-Mode-Single platzieren. Die B-Seite der Single war Now, This Is Fun. Es existieren drei verschiedene Versionen, eine Singleversion, die Albumversion sowie die 12"-Version, die noch etwas länger ist als die letztgenannte.
Nach der Veröffentlichung der Single startete die Band eine gleichnamige Tour mit dem hinzugestoßenen Alan Wilder. Dieser hatte allerdings zur Single als solches nichts beigetragen.

## Musikvideo
Regisseur des Musikvideos war Julien Temple. Es wurde unter anderem im Londoner Bahnhof Hounslow aufgenommen. Auch Alan Wilder ist erstmals zu sehen, unter anderem spielt er das Piano.